# Simón de la Torre
Simón de la Torre y Ormaza (Larrabezúa, 23 de octubre de 1804 - Villaro, 1886) fue un militar carlista español que ocupó después los cargos de gobernador de Santiago de Cuba y de Puerto Rico.

## Biografía
Simón de la Torre y Ormaza nació en el municipio de Larrabezúa perteneciente al Valle de Asúa, en Vizcaya en 1803. Estudió en Bilbao. Más tarde, luchó en Lezama contra el régimen establecido en 1820, alcanzando el título de alférez. Aunque fue encontrado en el barrio de Ibarra (en Orozco, Vizcaya), logró escapar con vida gracias a que se disfrazó de mendigo. Desde allí se dirigió a Navarra, donde luchó en Venta Blanca, cerca de Pamplona, obteniendo, una vez más, el reconocimiento mediante la entrega de la Cruz de San Fernando de segunda clase. Sus luchas contribuyeron al regreso del régimen absolutista, fue enviado al regimiento del príncipe con el cargo de capitán. En este regimiento pasó, en 1826, con el puesto de teniente a la Guardia Real de Infantería, de guarnición en Córdoba. Al siguiente año, luchó en Barcelona en favor del carlismo, logrando otra Cruz de San Fernando. Sin embargo, el inspector general Quesada decidió alejarlo del ejército, pidiendo licencia ilimitada para establecerse en Vitoria. 
El 2 de octubre de 1833, fue proclamado Don Carlos como rey de España. Se estableció en Bilbao, donde fue nombrado jefe de Estado Mayor de la primera columna carlista. Poco más tarde, se reunió con otros jefes carlistas importantes en Oñate (Guipúzcoa), pero ellos fueron dispersados por la llamada columna liberal de Lorenzo. La Torre atacó al Linaje en Amurrio (Álava) con sólo 250 hombres, casi aprisionando al jefe liberal. En Azcoitia (Guipúzcoa) derrotó al enemigo y capturó a un elevado número de personas del bando contrario, aunque los liberó poco después. También derrotó, apoyado por las fuerzas de Zabala, al barón de Solar de Espinosa en Guernica (Vizcaya), aunque no lo apresó. Así, se convirtió en coronel del ejército. También participó en las campañas de Areitio, Andracas, Gorbea, Maturana, Miranda, Arlaban, ventas del Ribero, Plencia y Lequeitio, Valmaseda.
Sus victorias o su destacada actuación en las campañas mencionadas lo hicieron obtener el título de brigadier (Gorbea), la cruz de San Fernando de cuarta clase (Arrigorriaga), el de mariscal de campo (Maturana) y la gran cruz de Isabel la Católica (28 de mayo de 1836). En octubre de 1836 participa ya como general en el consejo extraordinario desarrollado en Durango y dirigido por don Carlos. También participó en la Expedición Real, aunque se había negado a la misma, enviando al escuadrón de oficiales. Sin embargo, tras regresar al escuadrón, fue desterrado a Villaro (Vizcaya), destierro compartido con otros jefes carlistas que habían alcanzado cierta notabilidad.
Cuando, en febrero de 1839, Rafael Maroto se convirtió en el jefe de la jefatura carlista, este nombró a La Torre comandante general de Vizcaya.
Urbiztondo y La Torre fueron las principales personas que contribuyeron a convencer a las tropas carlistas de que se entregaran en Vergara, siendo el segundo de ellos el primer jefe que firmaría el Convenio (1839). El 2 de octubre de 1840, participó en el levantamiento contra la regencia de Espartero, en apoyo a María Cristina de Borbón, pero vio revalidos los grados y títulos carlistas por parte de Isabel II. Durante varios años vivió alejado de la carrera militar en Villaro y Bilbao, hasta 1870, cuando el Gobierno lo nombró gobernador militar de Santiago de Cuba. Dos años después, en 1872, se trasladó a Puerto Rico para ejercer el mismo cargo, como teniente general y capitán general del archipiélago. Durante su gobierno, realizó varios cambios en la administración de esas islas e impuso duras medidas para acabar con los abusos ejercidos en ellas. Murió en 1886, en Villaro (Vizcaya), a los 83 años.